# Petrakovo Brdo
 Petrakovo Brdo  falu Horvátországban, Károlyváros megyében. Közigazgatásilag Duga Resához tartozik.

## Fekvése
Károlyvárostól 7 km-re délnyugatra, községközpontjától 2 km-re északnyugatra fekszik.

## Története
A településnek 1857-ben 113, 1910-ben 130 lakosa volt. A trianoni békeszerződésig Zágráb vármegye Károlyvárosi járásához tartozott. 2011-ben 120-an lakták.

## Lakosság
| Lakosság változása | Lakosság változása | Lakosság változása | Lakosság változása | Lakosság változása | Lakosság változása | Lakosság változása | Lakosság változása | Lakosság változása | Lakosság változása | Lakosság változása | Lakosság változása | Lakosság változása | Lakosság változása | Lakosság változása | Lakosság változása |
| ------------------ | ------------------ | ------------------ | ------------------ | ------------------ | ------------------ | ------------------ | ------------------ | ------------------ | ------------------ | ------------------ | ------------------ | ------------------ | ------------------ | ------------------ | ------------------ |
| 1857               | 1869               | 1880               | 1890               | 1900               | 1910               | 1921               | 1931               | 1948               | 1953               | 1961               | 1971               | 1981               | 1991               | 2001               | 2011               |
| 113                | 110                | 79                 | 91                 | 107                | 130                | 131                | 173                | 208                | 238                | 326                | 320                | 165                | 206                | 169                | 120                |

## Nevezetességei
A Szent Rókus-kápolna egy magaslaton elhelyezkedő, késő barokk-klasszicista stílusú épület. Egyhajós épület, négyszögletes hajóval, a hajónál szűkebb, félköríves szentéllyel, a szentélytől délre fekvő sekrestyével, a főhomlokzat feletti harangtoronnyal, és egy fedett előcsarnokkal. A hajó dongaboltozatos, boltíves, szentély pedig félkupolával fedett. A Szent Rókus főoltár 1864-ből származik. A kápolna a régebbi kápolna helyére épült 1768-ban. 1841-ben sekrestyét építettek hozzá, a hajót pedig egy boltmezővel hosszabbították a kórus és harangtorony számára.